# Yoro (Honduras)
Yoro è una città dell'Honduras, capoluogo del dipartimento di omonimo.
Il comune risultava come entità autonoma già nel censimento del 1791 ed ottenne lo status di città il 10 febbraio 1852. È conosciuta per la pioggia di pesci che avviene ogni anno all'inizio della stagione delle piogge, nel periodo maggio-giugno, nella pianura del "Pantano" a nordest del monte "El Mal Nombre" vicino alla città. L'evento, probabilmente causato da una tromba marina proveniente dalla costa atlantica, viene festeggiato ogni anno a Yoro con il "Festival de la Lluvia de Peces".